# Wydział Ogrodnictwa i Biotechnologii Szkoły Głównej Gospodarstwa Wiejskiego w Warszawie
Wydział Ogrodnictwa i Biotechnologii – wydział Szkoły Głównej Gospodarstwa Wiejskiego w Warszawie. Do 30 września 2019 nosił nazwę Wydział Ogrodnictwa, Biotechnologii i Architektury Krajobrazu.

## Historia[1]

### Początki
Zawiązkiem Wydziału Ogrodniczego był Wydział Ogrodniczy Towarzystwa Kursów Naukowych. Zebranie organizacyjne Wydziału odbyło się 14 czerwca 1913, na dziekana wybrano Piotra Hosera. Otwarcie studiów nastąpiło 1 października 1913. Wydział został przekształcony decyzją Towarzystwa Kursów Naukowych z dnia 27 maja 1916 w Wyższą Szkołę Ogrodniczą, będącą samodzielną jednostką w ramach Towarzystwa Kursów Naukowych. Dyrektorem Szkoły był przez cały czas jej istnienia inż. Włodzimierz Gorjaczkowski.
Minister Wyznań Religijnych i Oświecenia Publicznego Maciej Rataj powołał w SGGW Wydział Ogrodniczy rozporządzeniem z 18 marca 1921. Pierwszy dziekan – prof. Stefan Biedrzycki, pierwsze zakłady:
- Zakład Fizyki (zastępca kierownika: Stanisław Landau),
- Zakład Genetyki i Hodowli Roślin (siedziba: Skierniewice, kierownik: prof. Edmund Malinowski)
- Zakład Maszynoznawstwa (siedziba: ul. Miodowa 23, kierownik: prof. Stefan Biedrzycki)
- Zakład Ogrodnictwa (siedziba Skierniewice, kierownik: inż. Włodzimierz Gorjaczkowski)
- Zakład Patologii Roślin (zastępca kierownika: dr Ludwik Garbowski).

Z pierwszych pięciu zakładów Wydziału Ogrodniczego wymienionych wyżej do dziś istnieją na Wydziale Ogrodniczym tylko Zakłady Genetyki, Sadownictwa i Fitopatologii.
Prace organizacyjne nad utworzeniem Wydziału Ogrodniczego rozpoczęły się wcześniej, tak że faktycznie Wydział zaczął działać już na początku roku akad. 1920/1921 jako Studium Ogrodnicze przy Wydziale Rolniczym. Na posiedzeniu Ogólnego Zebrania Profesorów 15 XII 1920, Rektor złożył sprawozdanie z wizyty u Ministra Wyznań Religijnych i Oświecenia Publicznego informując, że Minister zgodził się na otwarcie Wydziału Ogrodniczego. Nowo powstałemu wydziałowi przekazała środki naukowe i ogrody na Polu Mokotowskim ulegająca likwidacji Wyższa Szkoła Ogrodnicza. W roku 1920/1921 Wydział liczył 28 słuchaczy.
W 1922 roku w Skierniewicach powstał Zakład Warzywnictwa pod kierownictwem docenta Uniwersytetu Jagiellońskiego Feliksa Kotowskiego. Na początku tego roku powstał także Zakład Fizjologii Roślin z siedzibą przy ulicy Miodowej 23 pod kierownictwem profesora Uniwersytetu Warszawskiego Kazimierza Bassalika. Zakład Fizyki został przeniesiony z Wydziału Ogrodniczego na Wydział Leśny. Zakład Gleboznawstwa został przeniesiony z Wydziału Leśnego na Wydział Ogrodniczy.
Od roku 1923 absolwenci Wydziału uzyskują stopień inżyniera nauk ogrodniczych po zmianie dotychczasowego trzyletniego kursu studiów na czteroletni.
W 1924 roku powstał Zakład Uprawy i Nawożenia Roli z siedzibą w Skierniewicach pod kierownictwem prof. Mariana Górskiego. Powstał zakład Matematyki i Statystyki Matematycznej, siedziba: ul. Miodowa 23.
W latach 1929–1934 następowało stopniowe przenoszenie działalności Wydziału do budynków przy ulicy Rakowieckiej.
W 1930 r. powstał Zakład Architektury Krajobrazu i Parkoznawstwa z siedzibą w Skierniewicach pod kierownictwem prof. arch. Franciszka Krzywda-Polkowskiego. Dr Roman Kobendza objął kierownictwo Pracowni Dendrologicznej.
1936 r. Powstanie Zakładu Geografii Roślin Użytkowych. Kierownik: dr Aniela Kozłowska, siedziba ul. Hoża 74.

### Podczas II Wojny Światowej
W listopadzie 1939 Niemcy zajęli budynki Uczelni i zaczęli grabież mienia. W pierwszym budynku przy ul. Rakowieckiej (”gmach chemii”) utworzono filię Rolniczego Zakładu Badawczego w Puławach (przemianowany później na Doświadczalny Instytut Rolniczy Generalnego Gubernatorstwa), do którego włączono Instytut Przemysłu Fermentacyjnego i Bakteriologii Rolnej przy Muzeum Przemysłu i Rolnictwa oraz niektóre zakłady SGGW. Drugi, nowy gmach przy ul. Rakowieckiej zajęło wojsko niemieckie. Do pierwszego gmachu SGGW zwieziono mienie zakładów z budynku przy ul. Hożej i z Instytutu Przemysłu Fermentacyjnego mieszczącego się przy Krakowskim Przedmieściu. Kierownikiem filii został prof. Wacław Dąbrowski; znalazło tu zatrudnienie wielu dawnych pracowników SGGW. Majątek SGGW w Skierniewicach także należał teraz do Instytutu Puławskiego, kierował nim prof. Emil Chroboczek, pracował tu także m.in. prof. Edmund Malinowski.
W okresie okupacji Szkoła kontynuowała tajne nauczanie, obejmujące także Wydział Ogrodniczy. Odbywało się ono w ramach zalegalizowanego przez okupanta średniego szkolnictwa ogrodniczego oraz w postaci samodzielnych tajnych kompletów. Do tej działalności została włączona m.in. Miejska Szkoła Ogrodniczo – Rolnicza przy ul. Opaczewskiej 2a (oficyna gmachu Wolnej Wszechnicy Polskiej) kierowana przez prof. Jana Rostafińskiego, oraz Prywatne Liceum Rolnicze inż. Stanisława Wiśniewskiego przy ul. Pankiewicza 3. W szkołach tych oraz na tajnych kompletach wykładali profesorowie Wydziału Ogrodniczego SGGW: Emil Chroboczek, Włodzimierz Gorjaczkowski, Michał Korczewski, Franciszek Majewski, Edmund Malinowski, Wincenty Siemaszko oraz wykładowcy: Roman Kobendza, Józef Kochman i Eugeniusz Pijanowski.
W 1944 część mienia Instytutu została wywieziona do Niemiec. W czasie Powstania nastąpiły dalsze zniszczenia, m.in. spalenie budynku przy ul. Miodowej. Po Powstaniu wielu pracowników SGGW z Warszawy znalazło schronienie w Skierniewicach.
W czasie wojny zmarli m. in: Stefan BlankWeissberg, kierownik Zakładu Pszczelnictwa, zginął w 1939 r. w czasie działań wojennych; Wincenty Siemaszko, profesor zwyczajny fitopatologii i dziekan Wydziału Ogrodniczego, zmarł 20 VI 1943; Włodzimierz Gorjaczkowski, profesor nadzwyczajny sadownictwa, rozstrzelany w czasie Powstania w sierpniu 1944.

### 1945
Pierwsze posiedzenie Rady Wydziału Ogrodniczego w Skierniewicach, z udziałem prof. Emila Chroboczka, Michała Korczewskiego, Franciszka Majewskiego, Edmunda Malinowskiego i Arkadiusza Musierowicza. Przystąpiono do odtworzenia Wydziału. Uchwalono wnioski o obsadzenie wakujących katedr. Zamierzano powierzyć kierownictwo Katedry Mechaniki i Maszynoznawstwa Rolniczego doc. Czesławowi Kanafojskiemu, Katedry Fitopatologii zastępcy profesora dr Józefowi Kochmanowi, Katedry Kwiaciarstwa dr Adolfowi Szendlowi, Katedry Statystyki Matematycznej dr Janowi Wiśniewskiemu, Katedry Gleboznawstwa prof. Arkadiuszowi Musierowiczowi, kierownictwo Katedry Sadownictwa pozostawić do czasu wyjaśnienia losu prof. Włodzimierza Gorjaczkowskiego, a wykłady powierzyć specjalistom inż. Edmundowi Błaszczykowi, Karolowi Januszowi i inż. Aleksandrowi Rejmanowi; w miejsce dotychczasowej Katedry Architektury Krajobrazu i Parkoznawstwa utworzyć Katedrę Architektury Krajobrazu kierowaną przez prof. Franciszka Krzywdę – Polkowskiego i Katedrę Kwiaciarstwa i Ogrodnictwa kierowaną przez doc. Stanisława Wóycickiego. Wiosną nastąpiło uruchomienie Uczelni, w tym Wydziału Ogrodniczego, pod kierunkiem prorektora prof. Michała Korczewskiego (rektor wybrany w 1939, profesor urządzania lasu Jan Miklaszewski, zmarł 5 II1944).
Inauguracja roku akad. 1944/1945 na wszystkich trzech wydziałach. Wydział Ogrodniczy liczył wówczas 165 studentów.
Pierwsze posiedzenie Rady Wydziału w Warszawie, w pierwszym gmachu SGGW przy ul. Rakowieckiej w Zakładzie Chemii Rolnej. Uchwalono m.in. utworzenie Katedry Użytkowania Torfów na Wydziale Ogrodniczym. Rada Wydziału uchwaliła wnioski o utworzenie nowych katedr i mianowanie doc. Aleksandra Szczygła na profesora nadzwyczajnego w Katedrze Fizjologii Żywienia Człowieka, doc. Eugeniusza Pijanowskiego na profesora nadzwyczajnego w Katedrze Technologii Żywności i doc. Aleksandra Maksimowa na profesora nadzwyczajnego w Katedrze Użytkowania Torfów (na posiedzeniu 6 III 1946 Dziekan zawiadomił Radę o odpowiedzi odmownej z Ministerstwa Oświaty dotyczącej utworzenia tej Katedry i mianowania doc. Aleksandra Maksimowa). Ostatecznie struktura Wydziału według “Składu osobowego…” na rok 1945/1946 obejmowała następujące zakłady:
- Zakład Architektury Krajobrazu i Parkoznawstwa (kierownik prof. Franciszek Krzywda – Polkowski),
- Zakład Fitopatologii (kierownik prof. Józef Kochman),
- Zakład Fizjologii Roślin (kierownik prof. Michał Korczewski),
- Zakład Genetyki i Hodowli Roślin (kierownik prof. Edmund Malinowski),
- Zakład Gleboznawstwa (kierownik prof. Arkadiusz Musierowicz),
- Zakład Kwiaciarstwa i Ogrodnictwa Miejskiego (kierownik doc. Stanisław Wóycicki),
- Zakład Mechaniki i Maszynoznawstwa Rolniczego (kierownik prof.Czesław Kanafojski),
- Zakład Pszczelarstwa (pod opieką Rektora),
- Zakład Sadownictwa (pełniący obowiązki kierownika prof. Emil Chroboczek),
- Zakład Statystyki Matematycznej (pod opieką prof. Michała Korczewskiego, pełniący obowiązki kierownika inż. Wacław Pytkowski),
- Zakład Uprawy i Hodowli Warzyw i Chłodnia Doświadczalna (kierownik prof. Emil Chroboczek),
- Zakład Uprawy i Nawożenia Roli (kierownik prof. Franciszek Majewski).

Nie reaktywowano istniejących przed wojną: Zakładu Geografii i Ekologii Roślin Uprawnych (doc. Aniela Kozłowska pozostała w Krakowie rezygnując z pracy w SGGW) oraz Zakładu (Pracowni) Drzewoznawstwa (prof. Roman Kobendza objął 1 IX 1945 obowiązki zastępcy profesora w Katedrze Botaniki Leśnej i Dendrologii na Wydziale Leśnym, a od 1 V 1946 obowiązki profesora nadzwyczajnego w tej Katedrze).

### Okres powojenny
W latach pięćdziesiątych i sześćdziesiątych następowały wielokrotne zmiany struktury wydziału i programu studiów. Powstawały nowe instytuty, katedry oraz zakłady. Część z nich była przenoszona na inne wydziały SGGW oraz z nich sprowadzana na Wydział Ogrodniczy.
W okresie tym rozpoczęto kształcenie w większości z obecnych trybów: jednostopniowym, dwustopniowym oraz rozpoczęto rekrutację na studia doktoranckie. Otwarto studia zaoczne.
W 1957 roku przejęto na rzecz Uczelni gospodarstwa klucza wilanowskiego (Wilanów, Wolica, Natolin, Moczydło, Powsin, Ursynów, Obory) W 1963 roku powstał Szklarniowy Ośrodek Dydaktyczny.
Lata siedemdziesiąte obfitowały w konferencje i sympozja naukowe organizowane przez Wydział. W miejsce katedr zostały wprowadzone instytuty. Powstają Studia Podyplomowe: Ochrony i Kształtowania Środowiska oraz Ogrodnictwa. Otwarto bibliotekę wydziałową oraz pole doświadczalne na Wolicy. W tym okresie powstają też projekty nowych szklarni i budynku wydziałowego.

### Lata osiemdziesiąte i dziewięćdziesiąte
W okresie tym Pracownicy wydziału aktywni byli zarówno na polu zawodowym jak i społecznym. Na wydziale funkcjonują związki zawodowe.
W 1981 roku oddano do użytku zostaje kompleks szklarniowy, wprowadzona zostaje nazwa Szklarniowy Ośrodek Doświadczalny. Zorganizowany został pierwszy zjazd absolwentów.
W 1990 roku do użytku oddano pomieszczenia fitotronowe. W kolejnym roku na Wolicy oddano budynek laboratoryjno – dydaktyczny. Rozpoczęto starania o utworzenie Wydziału Architektury Krajobrazu. W 1992 roku oddano nowy budynek Wydziału Ogrodniczego(budynek przy szklarni), budowę rozpoczęto w 1968 roku. Na Wolicy oddano do użytkowania wysoce zautomatyzowaną szklarnię.

## Jednostki organizacyjne
Na Wydziale funkcjonują następujące jednostki organizacyjne:
- Katedra Architektury Krajobrazu
- Katedra Entomologii Stosowanej
- Katedra Genetyki, Hodowli i Biotechnologii Roślin
- Katedra Ochrony Środowiska
- Katedra Roślin Ozdobnych
- Katedra Roślin Warzywnych i Leczniczych
- Katedra Sadownictwa
- Katedra Sztuki Krajobrazu
- Samodzielny Zakład Fitopatologii
- Samodzielny Zakład Przyrodniczych Podstaw Ogrodnictwa
- Samodzielna Pracownia Oceny i Wyceny Zasobów Przyrodniczych
- Samodzielna Pracownia Organizacji i Ekonomiki Ogrodnictwa
- Szklarniowy Ośrodek Doświadczalny
- Pole Doświadczalne Borówek Uprawowych
- Pole Doświadczalne Wolica

## Władze wydziału
- Dziekan
  - dr hab Marzena Wińska-Krysiak
- Prodziekani
  - dr hab. Ewa Zaraś-Januszkiewicz
  - prof. dr hab. Wojciech Pląder

## Opis kierunków
- W ramach studiów na kierunku „ogrodnictwo” prowadzone są:
  - studia stacjonarne stopnia inżynierskiego i magisterskiego
  - studia niestacjonarne (zaoczne) stopnia inżynierskiego i magisterskiego
- W ramach studiów na kierunku „architektura krajobrazu” prowadzone są:
  - studia stacjonarne stopnia inżynierskiego i magisterskiego
  - studia niestacjonarne (wieczorowe) stopnia inżynierskiego
  - studia niestacjonarne (zaoczne) stopnia magisterskiego
- W ramach studiów na kierunku „biotechnologia” prowadzone są:
  - studia stacjonarne stopnia inżynierskiego i magisterskiego